# Grego (político)
Ioannis Konstantinos Grammatikopoulos (Muriaé, 15 de abril de 1968), é um político brasileiro, filiado ao PMN. Nas eleições de 2022, foi eleito deputado estadual por MG.Também foi prefeito de Muriaé entre 2017 e 2020.